# Amígdala faríngia
Les vegetacions adenoides, també anomenades amígdales faríngies, tonsiles faríngies o simplement adenoides -col·loquialment carnots-, són dues masses de teixit limfoide situades prop de l'orifici intern de les fosses nasals, al sostre de la nasofaringe, just on el nas s'uneix amb la boca. Formen part de les amígdales.

## Embriologia
Les adenoides comencen a créixer als nou mesos de vida, després de la depressió inmunofisiològica que succeeix al vuitè mes de vida. Produeixen el plor en ser colpejades.

## Patologia
En la infància, les adenoides representen un òrgan de defensa que pot patir malalties. Les dues més freqüents són l'adenoïditis i la hipertròfia adenoidal.
La formació de biofilms bacterians sobre el teixit adenoidal es correlaciona sovint amb episodis recurrents d'otitis mitjana durant la infantesa i el desenvolupament de sinusitis crònica.
La hipertròfia adenoidal en els adults acostuma a ser resultat d'una infecció crònica o de la inhalació continuada d'agents irritants i pot comportar dificultats respiratòries nasals. Quan afecta els nens, pot alterar el seu normal desenvolupament maxil·lofacial, ser l'origen d'una pèrdua d'audició conductiva permanent o condicionar a llarg termini l'aparició de diverses afeccions cardiopulmonars.
La inflamació infecciosa, al·lergica o irritativa d'aquesta amígdala rep el nom d'adenoïditis. Moltes vegades, l'adenoïditis crònica és causa de limfadenitis cervical, rinosinusitis pediàtrica, sindrome tussigen de la via aèria superior i/o halitosi.

### Quadre clínic
- Respiració bucal o dificultat per a la respiració pel nas (respiració sense dificultats per la boca)
- Rinolàlia (parlar com si el nas fos obstruït)
- Respiració sorollosa
- Ronc durant el son
- Possibles pauses d'apnea (interrupció de la respiració durant uns pocs segons durant el somni)
- Refredats nasals, amb moc permanentment al nas
- Faringitis granulosa: tos nocturna i tos faríngia
- Otitis agudes amb freqüència
- Mals de cap
- Trastorns del desenvolupament esquelètic
- Trastorns d'altres reflexos, com temors nocturns, malsons, etc.
- Cremor en respirar, només es respira amb una fossa nasal

### Tractament
La típica operació de carnots és, ni més ni menys, que l'extirpació de l'amígdala faríngia.